# Phil LaBatte
Philip William LaBatte, detto Phil (Saint Paul, 5 luglio 1911 – Alexandria, 6 settembre 2002), è stato un hockeista su ghiaccio statunitense.

## Palmarès

### Olimpiadi invernali
- Bronzo a Garmisch-Partenkirchen 1936 nell'hockey su ghiaccio.